# Listă de gastrotrihe din România
Aceasta este lista gastrotrihelor de apă dulce identificate pe teritoriul României.

## Ordinul Chaetonotida

### Subordinul Paucitubulatina

#### Familia Chaetonotidae
- Aspidiophorus
  - Aspidiophorus paradoxus (Voigt, 1902)
- Chaetonotus
  - Chaetonotus (Chaetonotus) brevispinosus Zelinka, 1889
  - Chaetonotus (Chaetonotus) disjunctus Greuter, 1917
  - Chaetonotus (Chaetonotus) elegans Konsuloff, 1921
  - Chaetonotus (Chaetonotus) greuteri Remane, 1917
  - Chaetonotus (Chaetonotus) hystrix Metschnikoff,1865
  - Chaetonotus (Chaetonotus) laroides Marcolongo, 1910
  - Chaetonotus (Chaetonotus) macrochaetus Zelinka, 1889
  - Chaetonotus (Chaetonotus) maximus Ehrenberg, 1838
  - Chaetonotus (Chaetonotus) multispinosus Grünspan, 1908
  - Chaetonotus (Chaetonotus) persetosus Zelinka, 1889
  - Chaetonotus (Chaetonotus) polyspinosus Greuter, 1917
  - Chaetonotus (Primochaetus) macrolepidotus macrolepidotus Greuter, 1917
  - Chaetonotus (Primochaetus) macrolepidotus ophiogaster Remane, 1927
  - Chaetonotus (Zonochaeta) bisacer Greuter, 1917
- Ichthydium
  - Ichthydium podura (Müller, 1773)
- Polymerurus
  - Polymerurus nodicaudus (Voigt, 1901)
- Haltidytes
  - Haltidytes crassus (Greuter, 1917)

#### Familie Dasydytidae
- Haltidytes
  - Haltidytes crassus (Greuter, 1917)